# ATP de Delray Beach
O Delray Beach Open ou ATP de Delray Beach é uma competição de tênis profissional, que faz parte do programa ATP 250, realizado em piso rápido, no complexo Delray Beach Tennis Center, em Delray Beach, Florida, Estados Unidos. Foi sucessora do ATP de Coral Springs.

## Finais

### Simples
| Ano  | Campeão               | Vice-campeão                | Resultado       |
| ---- | --------------------- | --------------------------- | --------------- |
| 2025 | Miomir Kecmanović     | Alejandro Davidovich Fokina | 3–6, 6–1, 7–5   |
| 2024 | Taylor Fritz          | Alex de Minaur              | 7–5, 6–4        |
| 2023 | Taylor Fritz          | Miomir Kecmanović           | 6–0, 5–7, 6–2   |
| 2022 | Cameron Norrie        | Reilly Opelka               | 7–61, 7–64      |
| 2021 | Hubert Hurkacz        | Sebastian Korda             | 6–3, 6–3        |
| 2020 | Reilly Opelka         | Yoshihito Nishioka          | 7–5, 46–7, 6–2  |
| 2019 | Radu Albot            | Daniel Evans                | 3–6, 6–3, 7–67  |
| 2018 | Frances Tiafoe        | Peter Gojowczyk             | 6–1, 6–4        |
| 2017 | Jack Sock             | Milos Raonic                | w.o.            |
| 2016 | Sam Querrey           | Rajeev Ram                  | 6–4, 7–66       |
| 2015 | Ivo Karlović          | Donald Young                | 6–3, 6–3        |
| 2014 | Marin Čilić           | Kevin Anderson              | 7–66, 76–7, 6–4 |
| 2013 | Ernests Gulbis        | Édouard Roger-Vasselin      | 7–63, 6–3       |
| 2012 | Kevin Anderson        | Marinko Matosevic           | 6–4, 7–62       |
| 2011 | Juan Martín del Potro | Janko Tipsarević            | 6–4, 6–4        |
| 2010 | Ernests Gulbis        | Ivo Karlović                | 6–2, 6–3        |
| 2009 | Mardy Fish            | Evgeny Korolev              | 7–5, 6–3        |
| 2008 | Kei Nishikori         | James Blake                 | 3–6, 6–1, 6–4   |
| 2007 | Xavier Malisse        | James Blake                 | 5–7, 6–4, 6–4   |
| 2006 | Tommy Haas            | Xavier Malisse              | 6–3, 3–6, 7–65  |
| 2005 | Xavier Malisse        | Jiří Novák                  | 7–66, 6–2       |
| 2004 | Ricardo Mello         | Vincent Spadea              | 7–62, 6–3       |
| 2003 | Jan-Michael Gambill   | Mardy Fish                  | 6–0, 7–65       |
| 2002 | Davide Sanguinetti    | Andy Roddick                | 6–4, 4–6, 6–4   |
| 2001 | Jan-Michael Gambill   | Xavier Malisse              | 7–5, 6–4        |
| 2000 | Stefan Koubek         | Alex Calatrava              | 6–1, 4–6, 6–4   |
| 1999 | Lleyton Hewitt        | Xavier Malisse              | 6–4, 6–72, 6–1  |

### Duplas
| Ano  | Campeões                            | Vice-campeões                             | Resultado          |
| ---- | ----------------------------------- | ----------------------------------------- | ------------------ |
| 2025 | Miomir Kecmanović Brandon Nakashima | Christian Harrison Evan King              | 7–63, 1–6, [10–3]  |
| 2024 | Julian Cash Robert Galloway         | Santiago González Neal Skupski            | 5–7, 7–5, [10–2]   |
| 2023 | Marcelo Arévalo Jean-Julien Rojer   | Rinky Hijikata Reese Stalder              | 6–3, 6–4           |
| 2022 | Marcelo Arévalo Jean-Julien Rojer   | Aleksandr Nedovyesov Aisam-ul-Haq Qureshi | 6–2, 56–7, [10–4]  |
| 2021 | Ariel Behar Gonzalo Escobar         | Christian Harrison Ryan Harrison          | 56–7, 7–64, [10–4] |
| 2020 | Bob Bryan Mike Bryan                | Luke Bambridge Ben McLachlan              | 3–6, 7–5, [10–5]   |
| 2019 | Bob Bryan Mike Bryan                | Ken Skupski Neal Skupski                  | 7–65, 6–4          |
| 2018 | Jack Sock Jackson Withrow           | Nicholas Monroe John-Patrick Smith        | 4–6, 6–4, [10–8]   |
| 2017 | Raven Klaasen Rajeev Ram            | Treat Huey Max Mirnyi                     | 7–5, 7–5           |
| 2016 | Oliver Marach Fabrice Martin        | Bob Bryan Mike Bryan                      | 3–6, 7–67, [13–11] |
| 2015 | Bob Bryan Mike Bryan                | Raven Klaasen Leander Paes                | 6–3, 3–6, [10–6]   |
| 2014 | Bob Bryan Mike Bryan                | František Čermák Mikhail Elgin            | 6–2, 6–3           |
| 2013 | James Blake Jack Sock               | Horia Tecău Max Mirnyi                    | 6–4, 6–4           |
| 2012 | Colin Fleming Ross Hutchins         | Michal Mertiňák André Sá                  | 2–6, 7–65, [15–13] |
| 2011 | Scott Lipsky Rajeev Ram             | Christopher Kas Alexander Peya            | 4–6, 6–4, [10–3]   |
| 2010 | Bob Bryan Mike Bryan                | Philipp Marx Igor Zelenay                 | 6–3, 7–63          |
| 2009 | Bob Bryan Mike Bryan                | Marcelo Melo André Sá                     | 6–4, 6–4           |
| 2008 | Max Mirnyi Jamie Murray             | Bob Bryan Mike Bryan                      | 6–4, 3–6, [10–6]   |
| 2007 | Xavier Malisse Hugo Armando         | James Auckland Stephen Huss               | 6–3, 6–74, [10–5]  |
| 2006 | Mark Knowles Daniel Nestor          | Chris Haggard Wesley Moodie               | 6–2, 6–3           |
| 2005 | Simon Aspelin Todd Perry            | Jordan Kerr Jim Thomas                    | 6–3, 6–3           |
| 2004 | Leander Paes Radek Štěpánek         | Gastón Etlis Martín Rodríguez             | 6–0, 6–3           |
| 2003 | Leander Paes Nenad Zimonjić         | Raemon Sluiter Martin Verkerk             | 7–5, 3–6, 7–5      |
| 2002 | Martin Damm Cyril Suk               | David Adams Ben Ellwood                   | 6–4, 56–7, [10–5]  |
| 2001 | Jan-Michael Gambill Andy Roddick    | Thomas Shimada Myles Wakefield            | 6–3, 6–4           |
| 2000 | Brian MacPhie Nenad Zimonjić        | Joshua Eagle Andrew Florent               | 7–5, 6–4           |
| 1999 | Max Mirnyi Nenad Zimonjić           | Doug Flach Brian MacPhie                  | 7–63, 3–6, 6–3     |